# Jaime Marquet
Jaime Marquet (París, 1710-Madrid, 23 de noviembre de 1782) fue un arquitecto francés, autor, entre otras obras, de la Real Casa de Correos de la Puerta del Sol de Madrid, España.

## Biografía

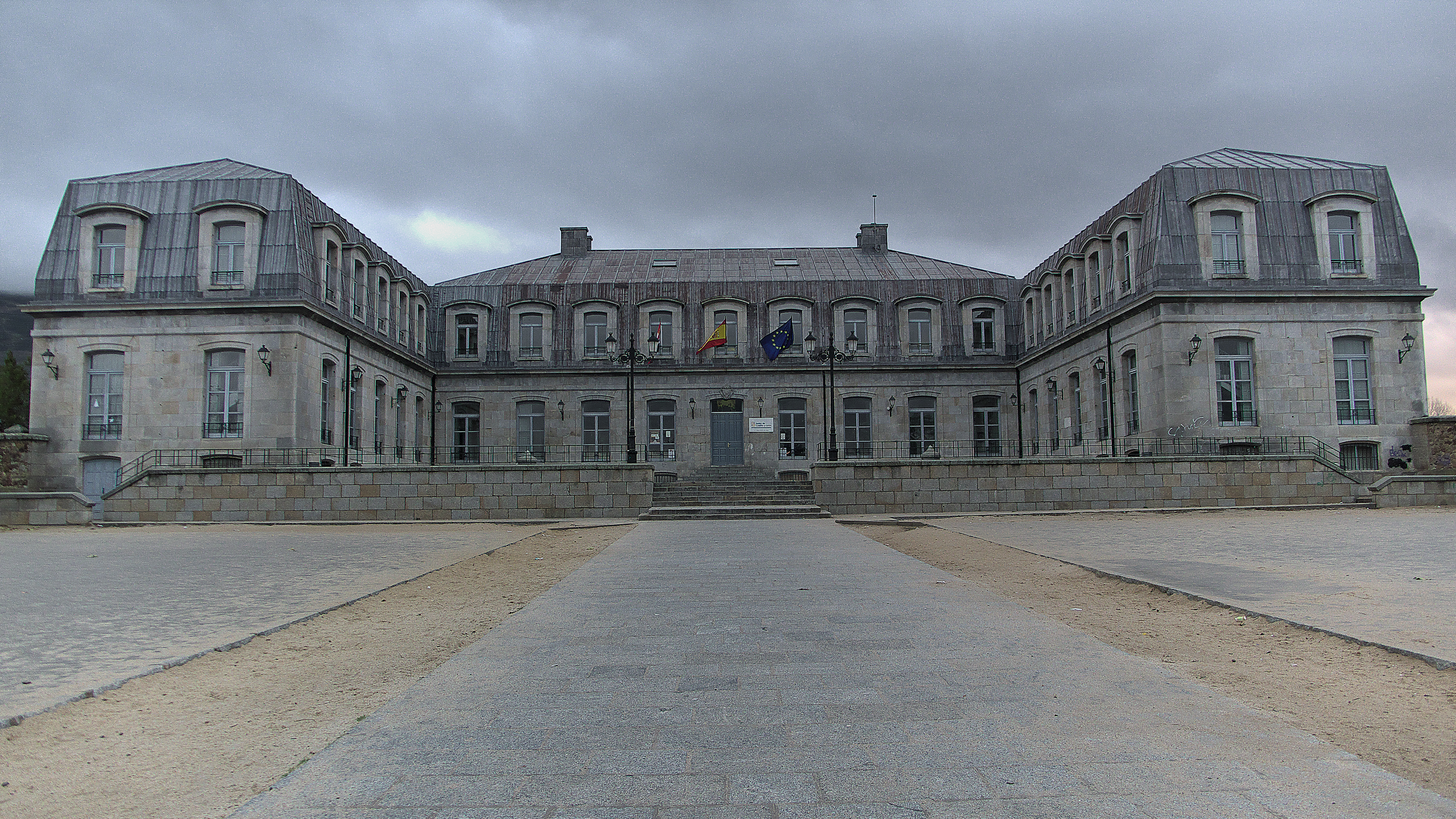
Palacio de los Duques de Alba en Piedrahíta (Ávila).

En la década de 1750, llegó a Madrid, acompañando a Fernando de Silva y Álvarez de Toledo, duque de Alba de Tormes y embajador de España en Francia, con la finalidad de construir el Palacio de los duques de Alba en Piedrahíta (Ávila). 
El duque de Alba le introdujo en la corte de Fernando VI, en la que comenzó a trabajar en el empedrado de la ciudad de Madrid.
En 1755 ingresó en la Real Academia de Bellas Artes de San Fernando. 
Entre 1756 y 1760 Fernando VI encargó a Ventura Rodríguez dirigir la demolición de las manzanas 205 y 206 que lindaban con la Puerta del Sol, para construir un edificio donde estuviera centralizado el servicio de correos de la corte. La predilección por el gusto francés de la corte borbónica, junto con la subida al poder de Carlos III y las supuestas desavenencias entre el monarca y Ventura Rodríguez, fueron dos hechos determinantes que condujeron a que a última hora, Jaime Marquet fuera el encargado de la elaboración del proyecto (1760) y la construcción (1766-68) de la Real Casa de Correos, la que fue su obra más importante.
Falleció a consecuencia de un accidente en su casa de la calle de Alcalá de Madrid el 23 de noviembre de 1782. Estaba casado con Ana Renata Tomás y dejaba dos hijos como herederos, Pedro-Jaime y María Benita.

## Obras
- Palacio de los duques de Alba, Piedrahíta, Ávila (1755-66)
- Cocheras de la Reina Madre, Aranjuez, Madrid (1758)
- Real Casa de Correos de la Puerta del Sol, Madrid (1760-68)
- Teatro Real Coliseo de Carlos III, Aranjuez (1767), primer teatro cubierto de España.
- Cuarteles de las reales guardias españolas y valonas de Aranjuez, Aranjuez (1770-72)
- Teatro Real Coliseo de Carlos III, San Lorenzo de El Escorial, Madrid (1771-72)